# Latour-de-Carol
Latour-de-Carol (tiếng Catalunya: La Tor de Querol) là một xã ở tỉnh Pyrénées-Orientales trong vùng Occitanie, phía nam nước Pháp. Xã này nằm ở khu vực có độ cao trung bình 1248 mét trên mực nước biển.
Thị trấn có nhà ga tàu hoả là nơi giao nhau của 3 tuyến đường ray có 3 khổ khác nhau:
- Khổ 1688 mm chạy từ Barcelona qua Ripoll
- Khổ 1345 mm chạy từ Toulouse qua Foix
- Khổ 1000 mm chạy hướng tây từ Villefranche-de-Conflent

```
==Tham khảo==
```

- INSEE commune file